# Wide-Field Infrared Survey Explorer

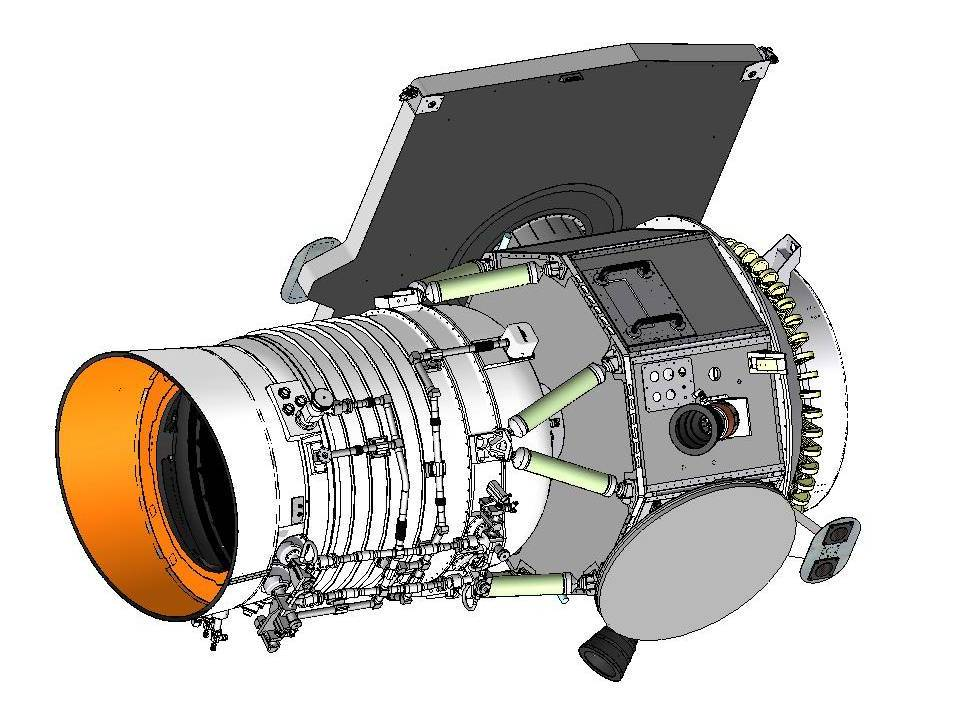
Телескоп WISE.

Wide-Field Infrared Survey Explorer, или WISE (Широкоугольный инфракрасный обзорный исследователь; буквальное значение англ. wise — мудрый) — инфракрасный космический телескоп НАСА, запущенный на околоземную орбиту 14 декабря 2009 года.
Главной задачей WISE является полный обзор неба в четырёх ИК-диапазонах в поисках таких объектов, как ультраяркие инфракрасные галактики, коричневые карлики, астероиды и кометы, сближающиеся с Землёй.
Основную часть телескопа занимает цистерна, заполненная жидким водородом. Глубокое охлаждение (до 7 кельвинов) защищает инструменты от «теплового шума».
Чувствительность WISE примерно в 500 раз лучше, чем мог обеспечить инфракрасный космический телескоп IRAS, при этом диаметр телескопа у WISE даже несколько меньше, чем у IRAS: 0,40 м против 0,57 м.
Размеры космического телескопа 2,85 × 2,00 × 1,73 метра, стартовая масса 662 кг. Объём бортовой флеш-памяти 96 Гбайт. Стоимость проекта составляет около 320 млн долларов США.
Код обсерватории космического телескопа WISE — C51.
Около полуночи 31 июля 2024 года телескоп провёл последние научные наблюдения. В августе NASA перевело WISE в режим спячки.

## История миссии
Миссию WISE возглавлял доктор Эдвард Л. Райт из университета Калифорнии, Лос-Анджелес. Миссия имеет долгую историю под руководством доктора Райта, с самого начала финансировалась NASA. В 1999 проект участвовал в конкурсе Medium-class Explorer (MIDEX), в программу NASA проект попал под названием Next Generation Sky Survey (NGSS).
История программы с 1999 до настоящего времени кратко выглядит следующим образом:
- Январь 1999 — NGSS — одна из пяти миссий, которая отобрана для «Фазы проектирования» программы НАСА Medium-class Explorer (MIDEX). В конце 1999 года НАСА должно окончательно утвердить две из этих пяти миссий для дальнейшей постройки и запуска, один запуск в 2003 году, другой в 2004. Стоимость миссии оценивалось в $139 миллионов.
- Март 1999 — WFIE, инфракрасная космическая обсерватория в течение нескольких часов после достижения орбиты теряет значительную часть хладагента в системе охлаждения телескопа и не может работать в полную силу.
- Октябрь 1999 — победители программы MIDEX выбраны, миссия NGSS не отобрана.
- Октябрь 2001 — предложение NGSS повторно представлено NASA в программе MIDEX.
- Апрель 2002 — предложение NGSS, принято NASA, как одна из четырёх программ MIDEX для «Предварительной фазы исследование».
- Декабрь 2002 — NGSS изменяет своё название на (WISE).
- Март 2003 — НАСА выпускает пресс-релиз, миссия WISE была отобрана для Расширенного исследования Фазы-A, приводя к решению в 2004 о возобновление работ.
- Апрель 2003 — Ball Aerospace отобран как подрядчик WISE миссии.
- Апрель 2004 — WISE отобран как следующая миссия NASA MIDEX. Стоимость WISE оценена в $208 миллионах в то время.
- Ноябрь 2004 — НАСА выбирает Space Dynamics Laboratory в государственном университете Юты, для постройки телескопа WISE.
- Октябрь 2006 — НАСА подтверждает телескоп WISE для разработки и запуска, и разрешает начать работы по нему. Стоимость миссии в то время оценивается в $300 миллионов.
- 14 декабря 2009 — WISE успешно стартовал с Базы Ванденберг, Калифорния.

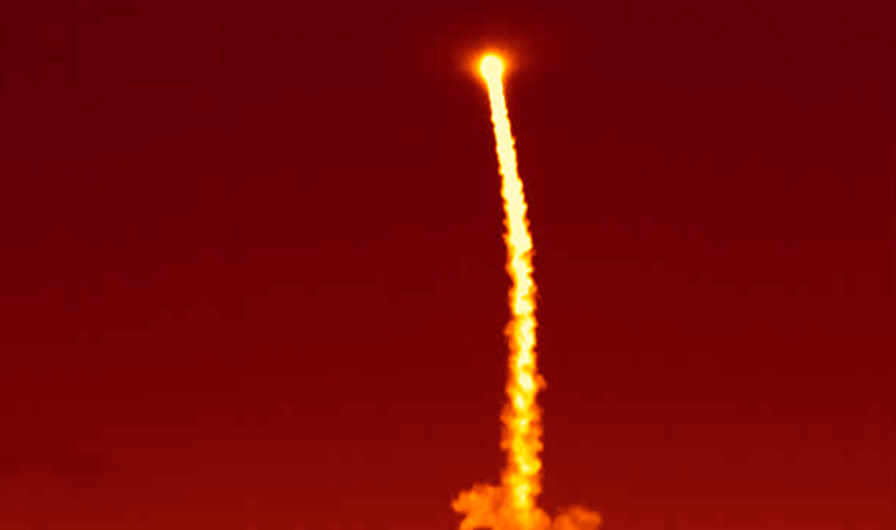
Запуск WISE 14 декабря 2009 с Базы Ванденберг

### Хронология работы телескопа
- 29 декабря 2009 года — на официальном сайте появилось сообщение о том, что телескоп успешно отстрелил защитную крышку, закрывавшую рабочий конец телескопа[7]. Объектив телескопа всегда направлен в зенит (противоположную точку относительно направления на центр Земли) и отстоит на 90° от направления на центр диска Солнца. WISE находится на солнечно-синхронной орбите (местное время прохождения узлов 17:50 и 05:50). За один виток снимаются данные одной узкой полосы (шириной в поле зрения телескопа). На следующем витке космический телескоп смещается на 10 % относительно предыдущей полосы. За полгода постоянной съёмки должно произойти полное покрытие всей небесной сферы. Снимки делаются каждые 11 сек. с экспозициями по 8,8 сек. Если какой-то яркий объект (Луна или планета) попадут в поле зрения телескопа, то данную площадку можно будет отнаблюдать по прошествии нескольких дней с помощью сканирующего зеркала. За полгода работы WISE будет получено около 1,5 млн снимков[5].
- 6 января 2010 — WISE получает первое изображение.
- 14 января 2010 — WISE начинает регулярные наблюдения продолжительностью 9 месяцев. Наблюдение охватит 99 % неба с многократным перекрытием[8] в первые 6 месяцев, а в оставшееся время будет частично произведено повторное наблюдение неба до тех пор, пока не исчерпается запас охладителя.
- 25 января 2010 года — телескоп обнаружил ранее не известный околоземный астероид, получивший обозначение 2010 AB78. На снимки телескопа он попал ещё 12 января 2010. После обнаружения астероида с орбиты, его координаты были переданы в гавайскую наземную обсерваторию, где исследователи подтвердили наличие астероида при помощи наземных телескопов. Согласно данным расчётов, сейчас астероид удалён от нашей планеты на расстояние в 158 млн километров, его приблизительный диаметр составляет около 1 километра[9].
- 11 февраля 2010 года — космический телескоп НАСА WISE обнаружил ранее неизвестную комету в Солнечной системе. Новая комета получила название P/2010 B2. Согласно данным WISE, диаметр ядра кометы составляет по меньшей мере 2 км, причём спектральный анализ показал, что состоит комета из довольно старых материалов, что наводит учёных на мысль о том, что сформировалась комета тогда же, когда и большинство планет Солнечной Системы, то есть 4,7 — 5,0 млрд лет назад. Согласно траектории полёта, P/2010 B2 в прошлом была затянута во внутреннюю зону Солнечной системы гравитацией Юпитера, а изначально комета должна была зародиться где-то на периферии. Впрочем, прямо сейчас комета находится на расстоянии 175 млн километров от Земли, что по космическим меркам не слишком далеко[10].
- 16 июля 2010 — в пресс-релизе сообщают, что полный обзор неба будет завершён 17 июля 2010 года. Около половины неба будет снова отснята прежде, чем запасы хладагента будут исчерпаны.
- Октябрь 2010 — запасы хладагента WISE иссякли. Начало миссии NEOWISE.
- Январь 2011 — всё небо осмотрено, получено не менее 16 кадров каждой области (то есть второе сканирование неба завершено).
- 17 февраля 2011 — спутник переведён в спящий режим, передатчик выключен.[11]
- 14 апреля 2011 — предварительный релиз информации о 57 % неба, увиденных WISE.[12]
- 27 июля 2011 — открыт первый троянский астероид Земли.[13][14]
- 23 августа 2011 — WISE подтверждает существование нового класса Y коричневых карликов. Эти звёзды имеют температуру менее 300 K, около 27 °C.[15][16]
- 14 марта 2012 — выпуск всей информации, полученной WISE.[17]
- 21 августа 2013 — WISE в ближайшее время будет разбужен для продолжения миссии по поиску комет, для дальнейших проектов NASA.
- После двух лет нерабочего состояния телескоп Wise сделал новое открытие. Астрономы обнаружили первый астероид, открытый телескопом после двухлетней «спячки», который получил индекс 2013 YP139. По данным NASA, сближающийся с Землёй астероид был обнаружен 29 декабря. Телескоп заметил астероид 2013 YP139, перемещающийся на фоне звёзд, когда он находился на расстоянии 43 миллионов километров. По расчётам учёных, диаметр астероида составляет порядка 650 метров, а его альбедо (отражательная способность) не намного лучше, чем у куска угля. Несмотря на то, что небесное тело может сближаться с Землёй на расстояние чуть больше радиуса земной орбиты, тем не менее, в этом столетии он к Земле не приблизится так тесно.

## Оптический инструмент и камеры
Основной инструмент обсерватории WISE — это криогенный пятизеркальный афокальный телескоп диаметром 40 сантиметров с фокусным расстоянием 1,35 метра и полем зрения 47 угловых минут.
Телескоп оснащён четырьмя камерами, каждая из которых работает в своём диапазоне: 3,3, 4,7, 12 и 23 мкм. Каждая камера состоит из матрицы размером 1024×1024 пикселя (1 мегапиксель). В первых трёх диапазонах (3,3, 4,7 и 12 мкм) масштаб изображения составляет 6 угловых секунд на пиксель, а в последнем четвёртом (23 мкм) составляет 12 угловых секунд на пиксель. Чувствительность детекторов составит соответственно 120, 160, 650, и 2600 мкЯн (микроянских) в 3,3, 4,7, 12, и 23 мкм. По чувствительности в диапазонах 12 и 23 мкм WISE в 1000 раз выше чувствительности спутника IRAS, и в 500 000 раз лучше чем обзор 1990-х телескопа COBE в 3,3 и 4,7 мкм.

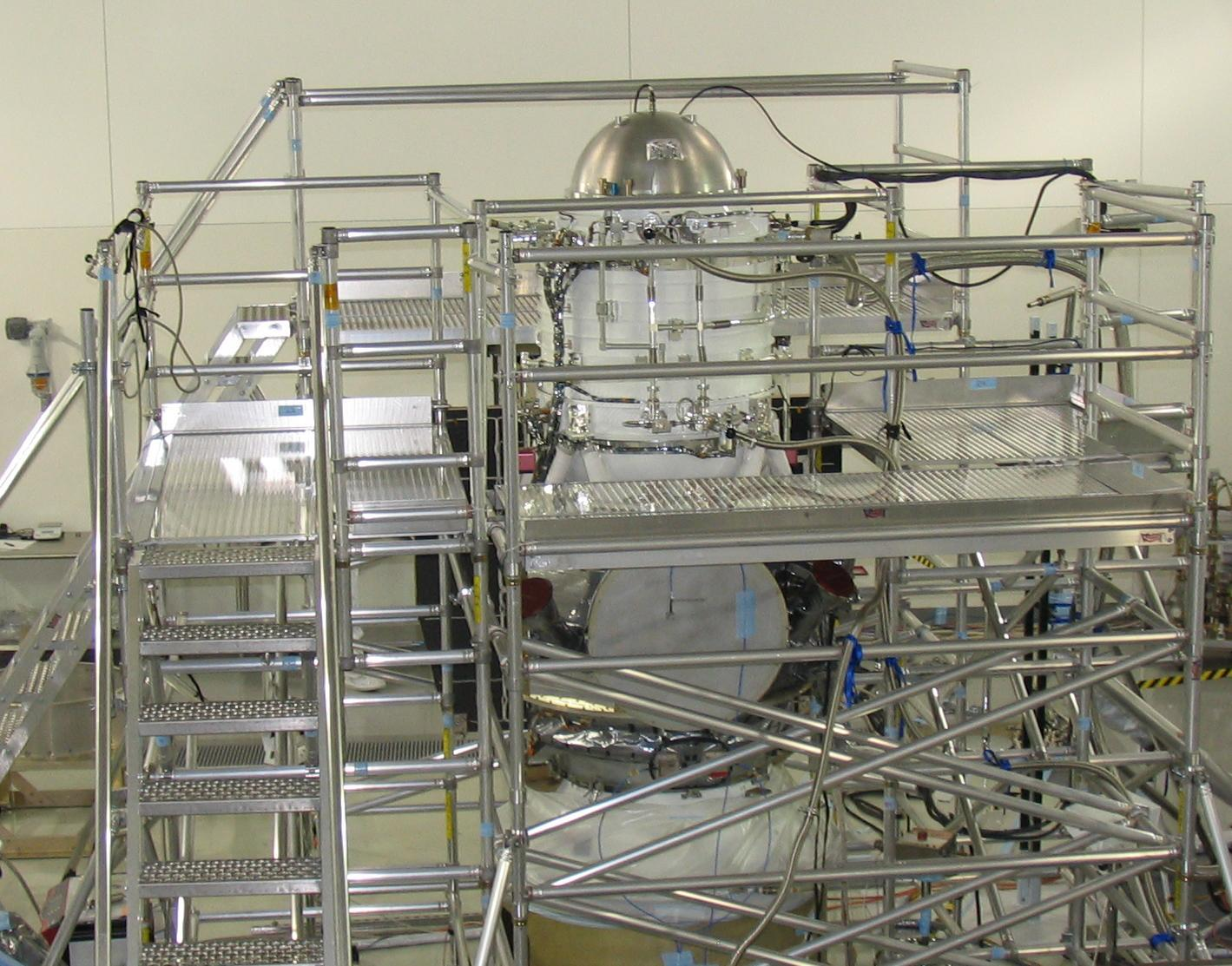
Криостат

В криостате было расположено 15,7 кг твёрдого (замороженного) водорода, который обеспечивал низкие температуры всех приборов. Температура охлаждения ИК-детекторов 12 и 23 мкм составляла 7,8 К, сам телескоп и сканирующее зеркало охлаждались до температуры 17 К, а детекторы на 3,3 и 4,7 мкм до 32 К. Запаса водорода хватило на 10 месяцев, как и было запланировано.

## Задачи
- выявление наиболее ярких галактик в видимой Вселенной;
- обнаружение самых близких к Солнцу звёзд;
- нахождение большой части астероидов главного пояса размером более 3 км;
- продление обзора 2MASS на тепловой ИК-диапазон;
- получение исходных данных для исследований, начиная от эволюции протопланетных дисков и кончая историей звездообразования в нормальных галактиках;
- создание каталога ИК-источников для Космического телескопа имени Джеймса Вебба (JWST)[5].

Первичный полёт длится десять месяцев: один месяц для контроля, шесть месяцев для полного обзора неба, затем дополнительные три месяца обзора до того как кончится хладагент. Частичный второй обзор неба, облегчит исследование изменений (например, орбитальное движение) в наблюдаемых объектах.
- полоса 1 — 3,4 мкм — изучение звёзд и галактик;
- полоса 2 — 4,6 мкм — обнаруживает тепловое излучение из внутренних источников теплоты подзвёздных объектов, таких как коричневые карлики;
- полоса 3 — 12 мкм — обнаруживает тепловое излучение от астероидов;
- полоса 4 — 22 мкм — изучения области образование звёзд (материал с температурами 70-100 Кельвинов: пыль в области звездообразования).

В 2011 году космический телескоп завершил миссию WISE и был переведён в спящий режим. Спустя 2 года телескоп вернули к работе для проведения 3-летней миссии в рамках которой телескоп будет заниматься поиском потенциально опасных для Земли астероидов. В связи с этим учёные переименовали космический аппарат, так как теперь его цель состоит в поиске околоземных астероидов. Таким образом, этот космический телескоп называется не WISE (Wide-Field Infrared Survey Explorer), а NEOWISE.

### Открытия
Предполагалось, что чувствительность ИК-детекторов позволит WISE обнаружить:
- 300 000 астероидов главного пояса (100 000 из них будут ранее не известные)
- 700 околоземных астероидов (300 из них окажутся новыми)
- объект размером с Юпитер на расстоянии в 1 световой год
- объект тяжелее Юпитера в 2-3 раза (коричневый карлик) на расстоянии в 7 — 10 св. лет
- 700 холодных карликовых звёзд (из них 100 будет ближе 20 св. лет)

В 2013 году на основе данных телескопа WISE недалеко от Солнца были обнаружены три коричневых карлика: два в системе Луман 16 (6,588 св. лет) и очень холодный одиночный объект WISE 0855–0714 (7,175 св. лет).
В марте 2014 года, после анализа данных полученных телескопом WISE, было объявлено, что на расстоянии до 10 тыс. а. е. от Солнца нет никаких неизвестных объектов размером с Сатурн или больше его, а на расстоянии до 26 тыс. а. е. от Солнца нет никаких неизвестных объектов размером с Юпитер или больше его.

#### Малые тела Солнечной системы
Программа поиска по снимкам телескопа WISE объектов, сближающихся с Землёй, получила название NEOWISE.
Темп обнаружений в сутки составит порядка 1000 новых астероидов главного пояса и 1-3 околоземных объекта. Соседние кадры (с экспозицией по 8,8 с, с интервалом в 11 с) будут перекрываться на 10 % по склонению и на 90 % по прямому восхождению, в результате любой типичный объект Солнечной системы попадёт на 10—12 кадров с интервалом в 3 часа за период около 1,5 суток. Проницание по типичным астероидам достигнет 21-й — 22-й звёздной величины в пересчёте на визуальный блеск (полоса пропускания V по Джонсону).
WISE не будет в состоянии обнаружить объекты пояса Койпера, поскольку их температура слишком низка.
По состоянию на 27 января 2011 года космический телескоп WISE открыл 17 комет и 131 околоземный астероид, из которых 21 является потенциально опасными астероидами. Так же за год наблюдений было открыто более 33000 астероидов из главного пояса.
| Имя                        | Дата открытия | Период обращения (лет) |
| -------------------------- | ------------- | ---------------------- |
| P/2010 P4 (WISE)           | 2010-08-06    | 7.13                   |
| P/2010 N1 (WISE)           | 2010-07-05    | 5.74                   |
| C/2010 L5 (WISE)           | 2010-06-14    | 25.60                  |
| C/2010 L4 (WISE)           | 2010-06-15    | 720.26                 |
| 245P/WISE                  | 2010-06-02    | 8.3                    |
| C/2010 KW7 (WISE)          | 2010-05-16    | 998.28                 |
| P/2010 K2 (WISE)           | 2010-05-27    | 4.99                   |
| C/2010 J4 (WISE)           | 2010-05-12    | Неизвестно             |
| C/2010 G3 (WISE)           | 2010-04-14    | 126345.92              |
| C/2010 FB87 (WISE-Garradd) | 2010-03-28    | 5313.83                |
| C/2010 E3 (WISE)           | 2010-03-05    | Неизвестно             |
| C/2010 DG56 (WISE)         | 2010-02-18    | 554.25                 |
| C/2010 D4 (WISE)           | 2010-02-28    | 520.15                 |
| C/2010 D3 (WISE)           | 2010-02-26    | 833615.06              |
| P/2010 D2 (WISE)           | 2010-02-25    | 17.29                  |
| P/2010 D1(WISE)            | 2010-02-17    | 8.45                   |
| P/2010 B2 (WISE)           | 2010-01-22    | 5.49                   |

Телескопом WISE (NEOWISE) обнаружено семейство потенциально опасных околоземных небесных тел, которые были изгнаны со своих начальных орбит в результате столкновения астероида (31) Евфросина с неким другим объектом Солнечной системы примерно 700 миллионов лет назад. Объекты из этого семейства находятся в слабом резонансе с орбитой Сатурна, который и переводит их на околоземные орбиты.

## Переименование телескопа
В 2011 году космический телескоп завершил свою миссию и был переведён в спящий режим. Спустя 2 года телескоп вернули к работе для проведения 3-летней миссии в рамках которой телескоп будет заниматься поиском потенциально опасных для Земли астероидов. В связи с этим учёные переименовали космический аппарат, так как его целью стал поиск околоземных астероидов. Таким образом, этот космический телескоп называется не WISE (Wide-Field Infrared Survey Explorer), а NEOWISE.

## Галерея

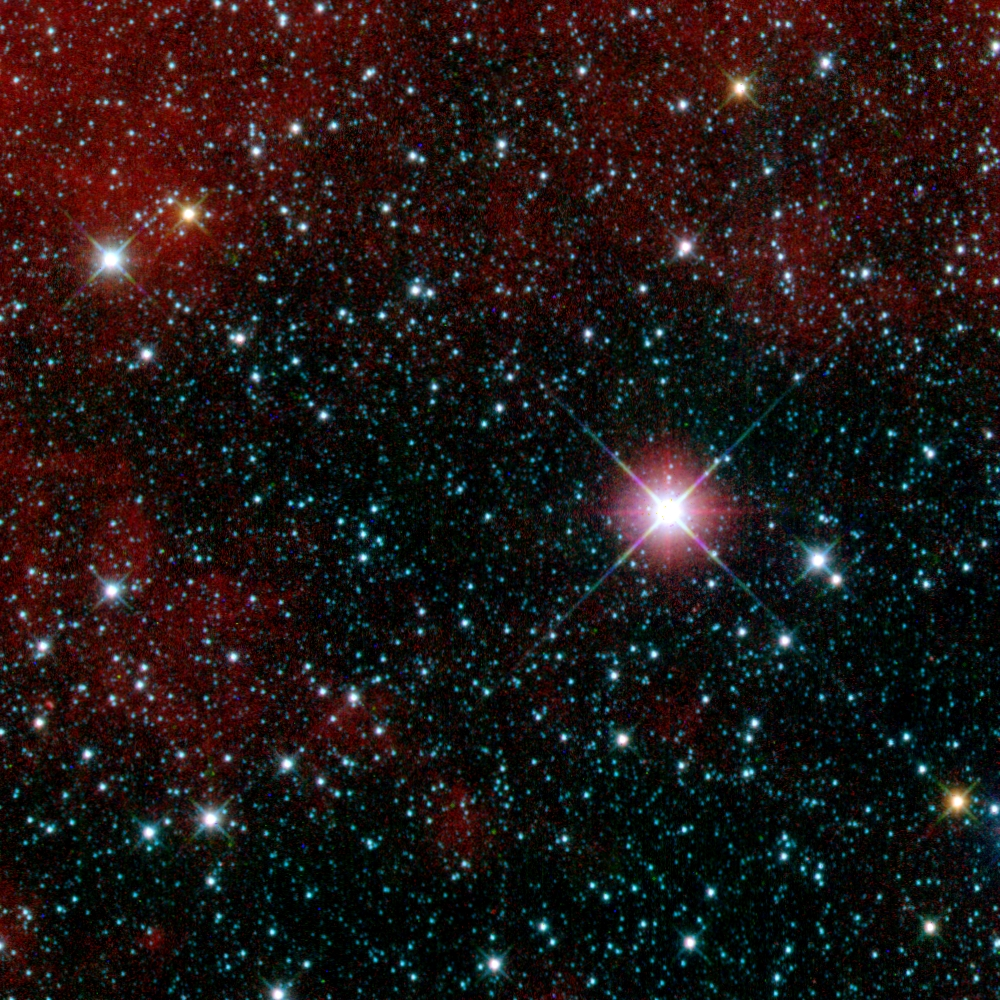
Первое изображение WISE созвездия Киль в инфракрасном спектре.
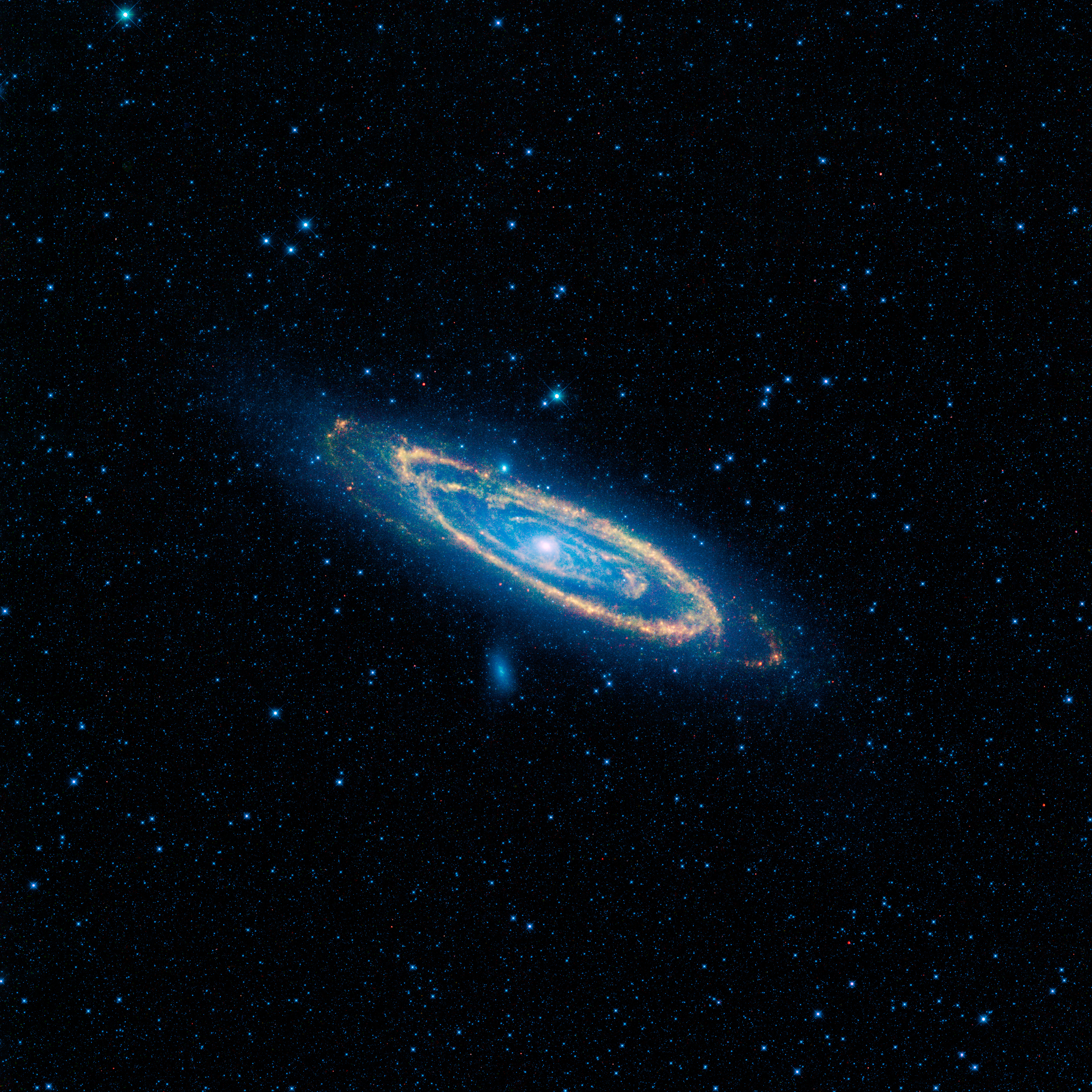
Изображение галактики Андромеды (M31) в инфракрасном спектре в диапазоне 3,4 и 4,6 мкм (синий); 12 мкм (зелёный) и 22 мкм (красный).
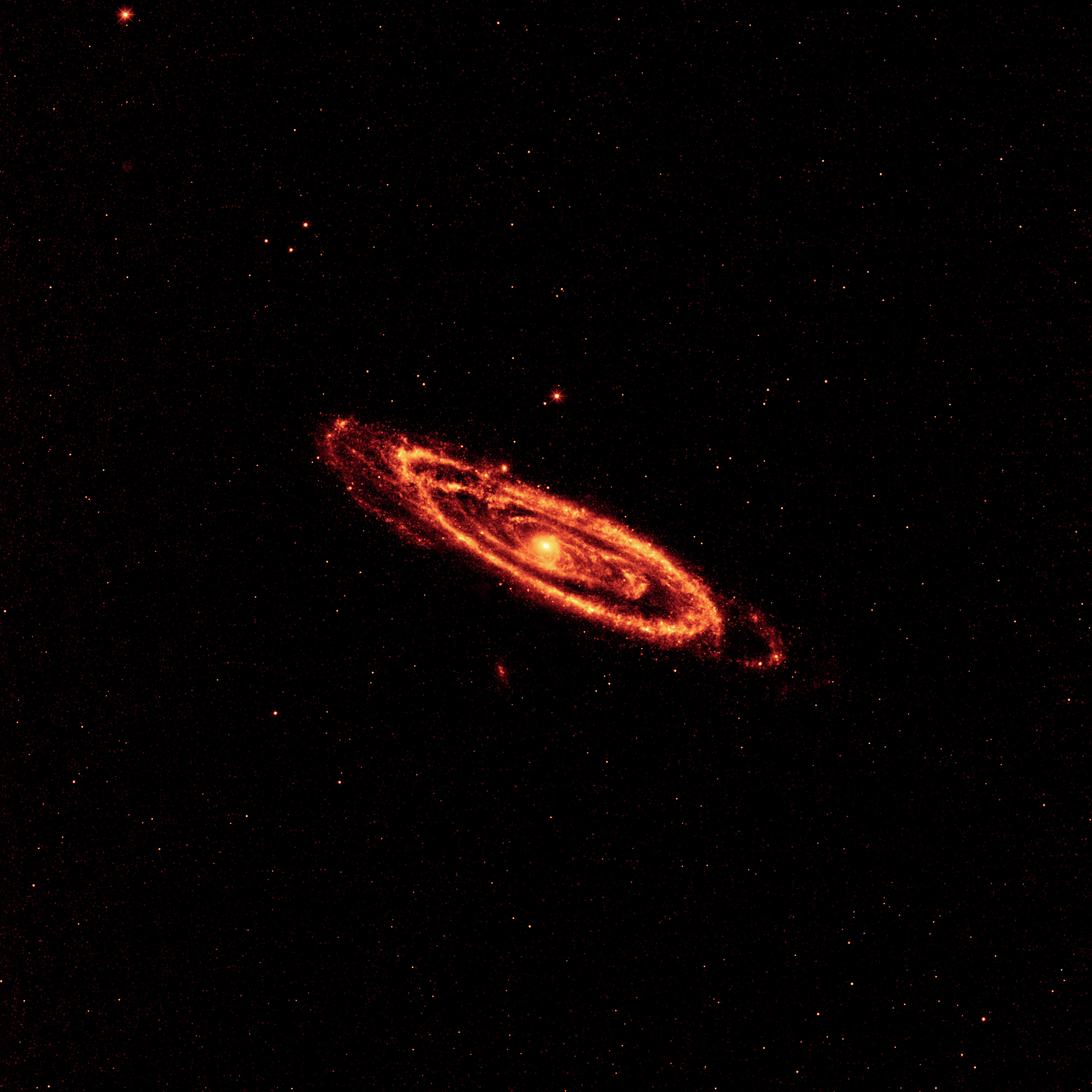
Галактика Андромеды, сфотографированная длинноволновыми инфракрасными детекторами в диапазоне 12 мкм (оранжевый) и 22 мкм (красный).
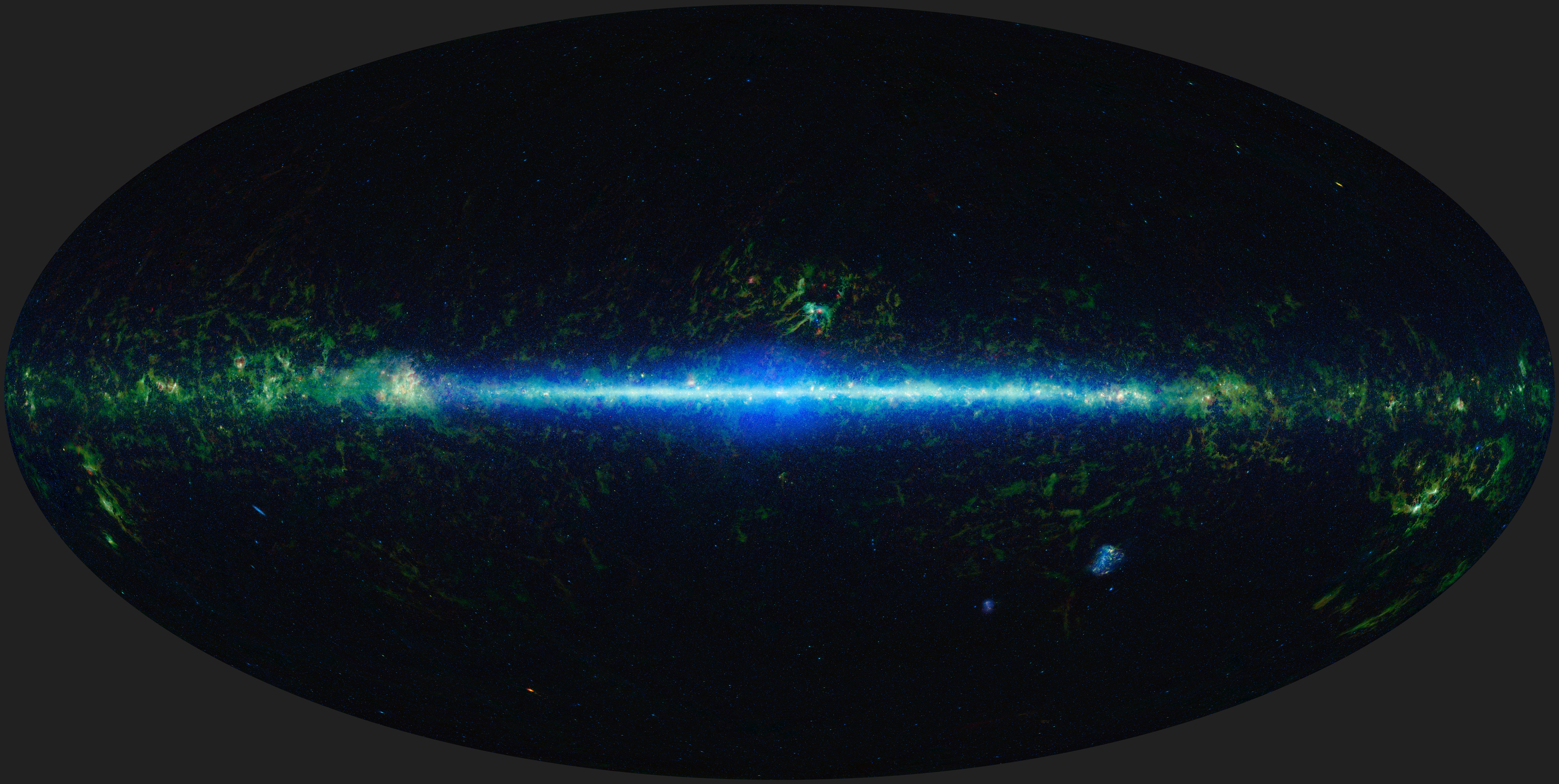
Монтаж всех изображений, полученных WISE.
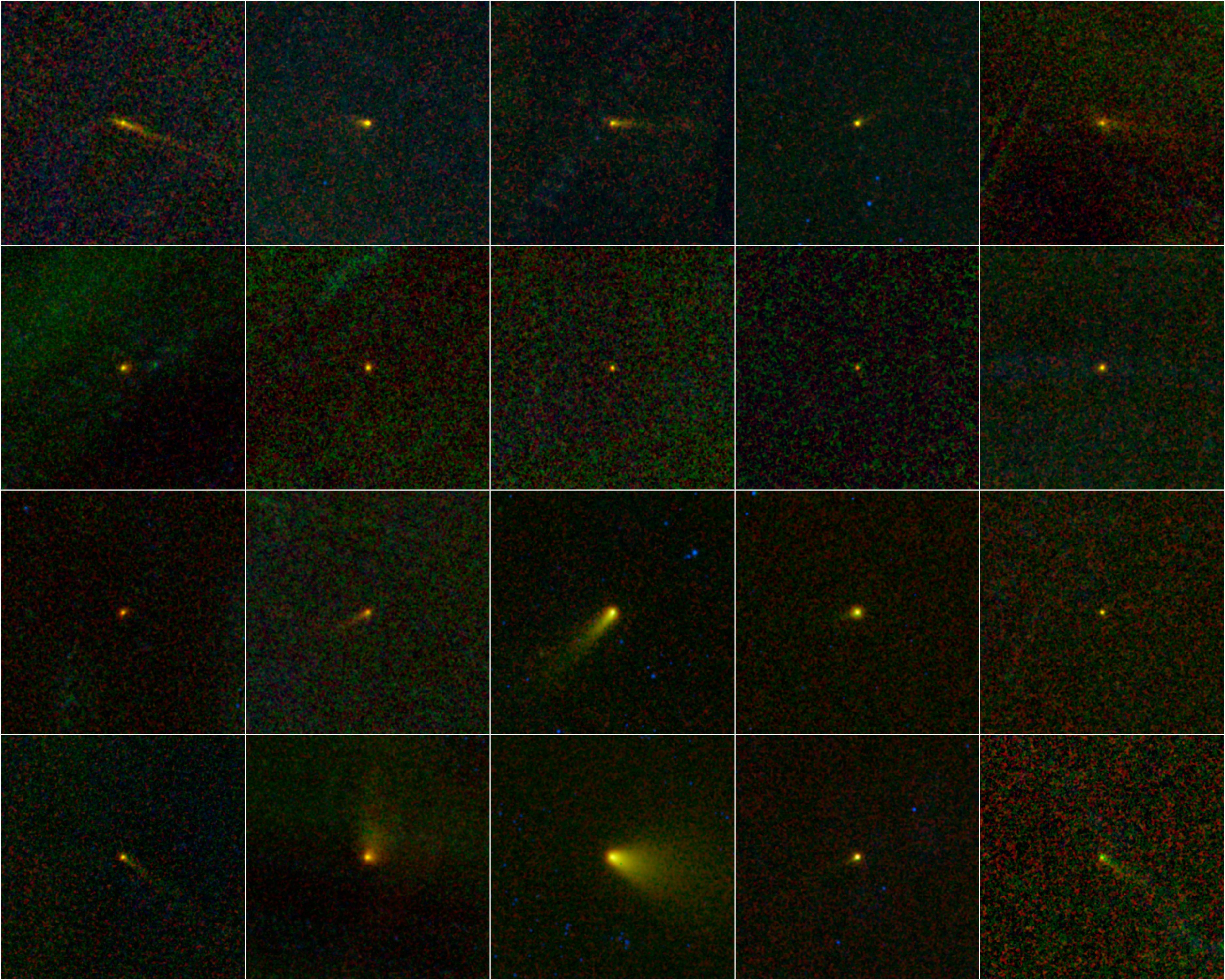
20 комет, открытых в ходе программы NEOWISE.